# Sutherlandia montana
Sutherlandia montana är en ärtväxtart som beskrevs av Edwin Percy Phillips och Robert Allen Dyer. Sutherlandia montana ingår i släktet Sutherlandia och familjen ärtväxter. Inga underarter finns listade i Catalogue of Life.